# Brittiska mästerskapet 1901/1902
Brittiska mästerskapet 1901/1902 var den 19:e säsongen av Brittiska mästerskapet i fotboll. Under turneringen inträffade en olycka under matchen mellan Skottland och England på en överfull Ibrox Park (68 000 åskådare). Ena läktaren kollapsade och 25 personer miste livet och över 500 skadades. skotska fotbollsförbundet och engelska fotbollsförbundet kom överens om att ogiltig förklara resultatet (1–1) och spela om matchen.

## Tabell
| Nr | Lag       | S | V | O | F | GM | IM | MS | P |
| -- | --------- | - | - | - | - | -- | -- | -- | - |
| 1  | Skottland | 3 | 2 | 1 | 0 | 12 | 4  | +8 | 5 |
| 2  | England   | 3 | 1 | 2 | 0 | 3  | 2  | +1 | 4 |
| 3  | Irland    | 3 | 1 | 0 | 2 | 4  | 6  | −2 | 2 |
| 4  | Wales     | 3 | 0 | 1 | 2 | 1  | 8  | −7 | 1 |

## Matcher
|  | 22 februari 1902 | Wales | 0 – 3 | Irland       | Ninian Park |         |
|  |                  |       |       | ×3 Andy Gara | Cardiff     | Cardiff |
|  |                  |       |       |              | Cardiff     | Cardiff |
|  |                  |       |       |              | Cardiff     | Cardiff |

|  | 1 mars 1902 | Irland           | 1 – 5   | Skottland                                                       | Grosvenor Park                                         |                                                        |
|  |             | Robert Milne 88′ | (0 – 1) | 43′, 70′, 74′ Robert Hamilton 49′ Bobby Walker 76′ Albert Buick | Belfast Publik: 15 000 Domare: Frederick Bye (England) | Belfast Publik: 15 000 Domare: Frederick Bye (England) |
|  |             |                  |         |                                                                 | Belfast Publik: 15 000 Domare: Frederick Bye (England) | Belfast Publik: 15 000 Domare: Frederick Bye (England) |
|  |             |                  |         |                                                                 | Belfast Publik: 15 000 Domare: Frederick Bye (England) | Belfast Publik: 15 000 Domare: Frederick Bye (England) |

|  | 3 mars 1902 | Wales | 0 – 0 | England | Racecourse Ground |  |
|  |             |       |       |         | Wrexham           |  |
|  |             |       |       |         |                   |  |
|  |             |       |       |         |                   |  |

|  | 15 mars 1902 | Skottland                                                                                  | 5 – 1   | Wales            | Cappielow Park                                         |                                                        |
|  |              | John Tait Robertson 38′ Albert Buick 47′ Alex Smith 50′ Bobby Walker 55′ John Campbell 88′ | (1 – ?) | Hugh Morgan-Owen | Greenock Publik: 5 284 Domare: Joseph McBride (Irland) | Greenock Publik: 5 284 Domare: Joseph McBride (Irland) |
|  |              |                                                                                            |         |                  | Greenock Publik: 5 284 Domare: Joseph McBride (Irland) | Greenock Publik: 5 284 Domare: Joseph McBride (Irland) |
|  |              |                                                                                            |         |                  | Greenock Publik: 5 284 Domare: Joseph McBride (Irland) | Greenock Publik: 5 284 Domare: Joseph McBride (Irland) |

|  | 22 mars 1902 | Irland | 0 – 1 | England      | Balmoral Showgrounds |         |
|  |              |        |       | Jimmy Settle | Belfast              | Belfast |
|  |              |        |       |              | Belfast              | Belfast |
|  |              |        |       |              | Belfast              | Belfast |

|                       | 5 april 1902          | Skottland   | 1 – 1 | England      | Ibrox Park             |                        |
| (ogiltig förklarades) | (ogiltig förklarades) | Sandy Brown |       | Jimmy Settle | Glasgow Publik: 68 000 | Glasgow Publik: 68 000 |
| (ogiltig förklarades) | (ogiltig förklarades) |             |       |              | Glasgow Publik: 68 000 | Glasgow Publik: 68 000 |
| (ogiltig förklarades) | (ogiltig förklarades) |             |       |              | Glasgow Publik: 68 000 | Glasgow Publik: 68 000 |

Omspel
|  | 3 maj 1902 | England                            | 2 – 2   | Skottland                         | Villa Park                                               |                                                          |
|  |            | Jimmy Settle 65′ Albert Wilkes 67′ | (0 – 2) | 3′ Bobby Templeton 28′ Ronald Orr | Birmingham Publik: 15 000 Domare: James Torrans (Irland) | Birmingham Publik: 15 000 Domare: James Torrans (Irland) |
|  |            |                                    |         |                                   | Birmingham Publik: 15 000 Domare: James Torrans (Irland) | Birmingham Publik: 15 000 Domare: James Torrans (Irland) |
|  |            |                                    |         |                                   | Birmingham Publik: 15 000 Domare: James Torrans (Irland) | Birmingham Publik: 15 000 Domare: James Torrans (Irland) |